# Teodora Smilec
Teodora Smilec (Теодора Смилец) (? – 1322., Zvečan) bila je bugarska princeza i kraljica Srbije.
Njezin je otac bio car Bugarske Smilec, a majka joj je bila carica Smilcena.
Teodora je bila sestra gospe Marine i cara Ivana II. Bugarskog te teta Ivana Dragušina, koji je bio sin Marine. 
Teodora se udala za princa Stefana Uroša 24. kolovoza 1296. godine. Stefan je postao kralj Stefan Uroš III.
Čini se da je brak Teodore i Stefana bio sretan jer joj je kralj bio vjeran, a ona mu je bila velika moralna potpora. Njihov je sin bio kralj Stefan Uroš IV. Dušan, koji je postao „car Srba i Grka”. Teodora je rodila i sina Dušmana.